# Fuminana abana
Fuminana abana är en insektsart som beskrevs av Freytag 1989. Fuminana abana ingår i släktet Fuminana och familjen dvärgstritar. Inga underarter finns listade i Catalogue of Life.